# AeroVironment RQ-14

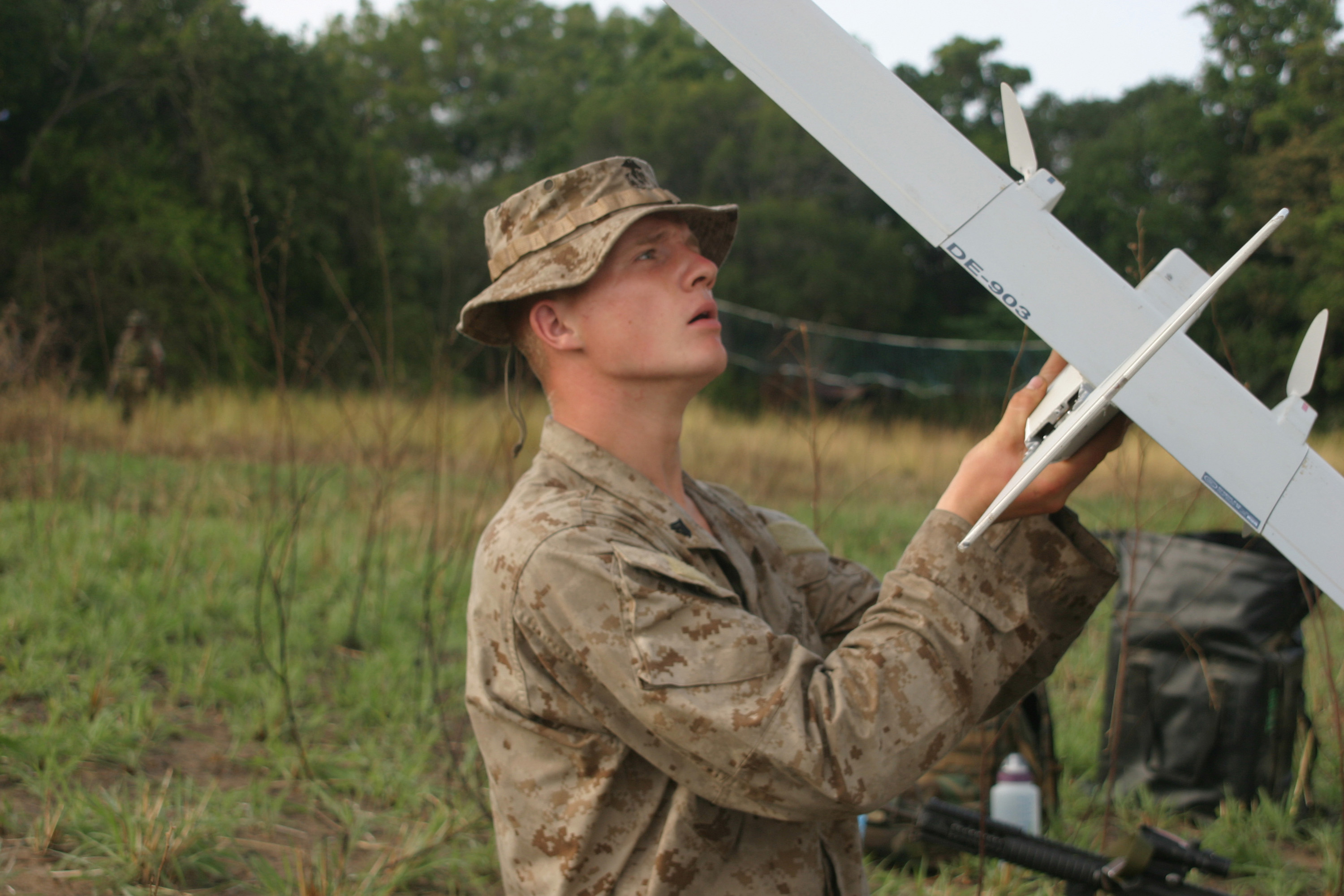
Dragon Eye

Die AeroVironment RQ-14 Dragon Eye ist ein 2,3 Kilogramm schwerer, wieder einsetzbarer, unbewaffneter und unbemannter Flugkörper für Aufklärungszwecke. Er wurde von den Marine Corps Warfighting Laboratories für das U.S. Marine Corps entwickelt. Die Drohne wurde 2003 im Irakkrieg eingesetzt.

## Technische Daten
- Länge: ca. 90 cm
- Flughöhe: 90 bis 150 m
- Spitzengeschwindigkeit: 65 km/h
- Reichweite: 5 km